# 瓜地馬拉瓜地馬拉城聖殿
瓜地馬拉瓜地馬拉城聖殿是耶穌基督後期聖徒教會的第 34 座建造和第 32 座運營的聖殿。 它位於瓜地馬拉首都瓜地馬拉城，採用現代六尖頂設計建造。

## 歷史
1956 年，時任十二使徒定额组的成员海樂·李（Harold B. Lee）当时是访问瓜地馬拉城时，他觉得这将是拉曼人（古代印第安人的後代）聚会的中心，并預言在那里未來會建造一座聖殿。
瓜地馬拉城聖殿於 1981 年 4 月 1 日被宣佈，並於 1984 年 12 月 14 日由戈登·興格萊會長（Gordon B. Hinckley）奉獻。 這座聖殿建在佔地 0.6 公頃的地塊上，設有 4 間教儀室和 3 間印證室，總建築面積為 1,079 平方公尺。
卡門·奧唐奈（Carmen O'Donnal）是聖殿的第一位主婦，也是第一個受洗進入該教會的瓜地馬拉本地人。  克雷特·馬斯克（Clate W. Mask, Jr.） 是前聖殿會長。
2011 年，瓜地馬拉的第二座聖殿瓜地馬拉克察爾特南戈聖殿由迪特‧鄔希鐸會長（Dieter F. Uchtdorf）奉獻。 